# 国鉄セム1形貨車

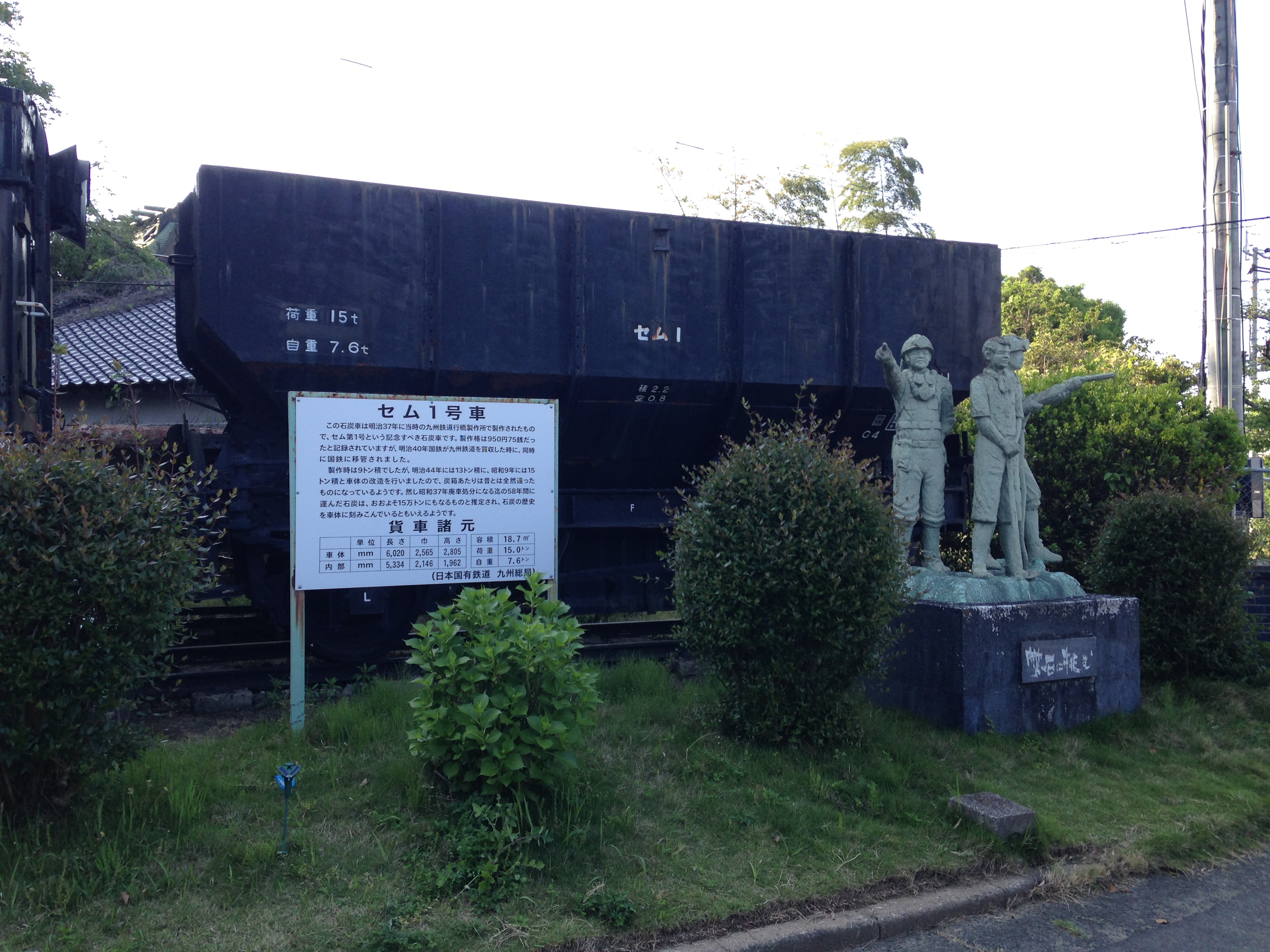
セム1（直方市石炭記念館）

国鉄セム1形貨車（こくてつセム1がたかしゃ）は、かつて日本国有鉄道（国鉄）およびその前身である鉄道省等に在籍した15 t 積の石炭車である。

## 概要
1928年（昭和3年）5月の車両称号規程改正によりテタ15000形 2,181両（セム1 - セム2181）、テタ18000形 948両（セム2182 - セム3129）の 2形式合計 3,129両がセム1形（セム1 - セム3129）1形式にまとめられた上で形式名変更された。
1943年（昭和18年）5月1日に小倉鉄道が戦時体制により国有化され、小倉鉄道に在籍していたセム301形13両（セム301 - セム313→セム3130 - セム3139、セム10000 - セム10002）、ヲム321形20両（ヲム321 - ヲム340→セム10003 - セム10022）、ヲム401形10両（ヲム401 - ヲム410→セム10023 - セム10032）、ヲム411形10両（ヲム411 - ヲム420→セム10033 - セム10042）は本形式へ編入された。
1944年（昭和19年）5月1日に西日本鉄道が同じく国有化され、糟屋線（現在の香椎線）と宇美線（現在の勝田線）にて運用されていたセム21形7両（セム21 - セム27→セム10043 - セム10049）、セム30形8両（セム30 - セム37→セム10058 - セム10065）、セム1形55両（セム1 - セム55→セム10066 - セム10120）が本形式へ編入された。
戦後の1947年（昭和22年）5月に「貨車特別廃車」の対象形式に指定され、同年度だけで169両の車両が廃車になり、その内27両が三井鉱山、三菱化成、日本炭礦の3社に売却された。
1949年（昭和24年）度よりセムフ1形の車掌室を撤去、1952年（昭和27年）度、1953年（昭和28年）度にはセム3140形の手ブレーキを撤去のうえそれぞれ本形式へ編入された。
車体塗色は黒一色であり、寸法関係は一例として全長は6,300 mm、全幅は2,324 mm、全高は2,823 mm、自重は6.6 t - 7.1 t、換算両数は積車2.0、空車0.8であった。
1966年（昭和41年）度に最後まで在籍した車両が廃車になり同時に形式消滅となった。

### 車番履歴
| セム1形                                    | 旧形式名    | 形式番号          |
| ------------------------------------------ | ----------- | ----------------- |
| セム1 - セム2181                           | テタ15000形 |                   |
| セム2182 - セム3129                        | テタ18000形 |                   |
| セム3130 - セム3139、セム10000 - セム10002 | セム301形   | セム301 - セム313 |
| セム10003 - セム10022                      | ヲム321形   | ヲム321 - ヲム340 |
| セム10023 - セム10032                      | ヲム401形   | ヲム401 - ヲム410 |
| セム10033 - セム10042                      | ヲム411形   | ヲム411 - ヲム420 |
| セム10043 - セム10049                      | セム21形    | セム21 - セム27   |
| セム10058 - セム10065                      | セム30形    | セム30 - セム37   |
| セム10066 - セムXXXXX                      | セムフ1形   |                   |
| セムXXXXX - セム10570                      | セム3140形  |                   |

## 譲渡
1961年（昭和36年）、西武鉄道に8両が払い下げられた。

## 保存車
| 番号     | 所在地                                     |
| セム1    | 福岡県直方市大字直方692-4 直方市石炭記念館 |
| セム1000 | 福岡県北九州市若松区白山一丁目 若松駅      |